# Сириус (радиола)
«Сириус» — серия бытовой аудиоаппаратуры, выпускавшаяся Ижевским радиозаводом (ныне ОАО «Ижевский радиозавод)». В серию входят следующие модели:

## Радиолы монофонические

### Сириус-М
Монофоническая радиола третьего класса, выполненная на лампах 6НЗП, 6И1П, 6К4П, 6Н2П, 6П14П. Выпускалась с 1965 года. Принимает радиостанции в диапазонах ДВ, СВ, КВ, УКВ ЧМ. Потребляемая мощность 65 ватт, выходная — 0,5 ватт. Корпус — деревянный, вес 14 кг.

### Сириус-311
Монофоническая ламповая радиола 3 класса, выпускавшаяся с 1974 года. Выходная мощность повышена до 1,5 Вт, добавлены регуляторы тембра, второй КВ диапазон, электронно-оптический индикатор настройки (применение которого в аппаратуре третьего класса является необязательным), улучшен дизайн. Вес 15 кг, цена на момент выпуска 90 рублей (в 1979 году (поздний вариант с выпрямителем на кремниевых диодах, похожих на КД105) — 92 рубля). Также радиола выпускалась в редком варианте с ползунковыми регуляторами громкости и тембра.

## Радиолы псевдостереофонические

### Сириус-315-пано
Первая полупроводниковая радиола серии, а также первая в серии модель со встроенной псевдостереофонической приставкой. Выпускалась с 1978 года. Все узлы радиолы — монофонические, за исключением стерефонического УМЗЧ, перед входом которого помещена псевдостереофоническая приставка на основе транзисторных активных фильтров. Приставка обеспечивает в одном из каналов максимум на частоте 1,2 кГц и минимумы на границах диапазона, а в другом — минимум на частоте 1,2 кГц и максимумы на границах диапазона. При этом, в точках 300 Гц и 3 кГц АЧХ каналов пересекаются.
В радиоле применено широко распространённое электропроигрывающее устройство (ЭПУ) типа III-ЭПУ-38М. Потребляемая мощность 30 Вт в режиме радиоприёма, 40 Вт в режиме воспроизведения грамзаписи. Выходная мощность — 2 Вт на канал. В комплект поставки входят две акустические системы типа ЗАС-509. Вес радиолы с АС — 20 кг.
Применение в наименовании радиолы термина «пано» (от: панорамное звучание) вместо «псевдостерео» вызвано, по-видимому, предполагаемой возможностью негативной реакции потребителя на наличие в наименовании радиолы термина «псевдо». Больше ни один производитель звукотехники в СССР и в мире термин «пано» в отношении псевдостереофонии не применял. Следует заметить, что, помимо очевидных недостатков перед настоящей стереофонией, псевдостереофония имеет и преимущества: отсутствие искажений звука, возникающих в стереодекодере при работе УКВ радиоприёмника на грани чувствительности, и возможность получения объёмной звуковой картины также и от монофонических источников сигнала.

### Сириус-316-пано
В 1985 году была произведена модернизация радиолы «Сириус-315-пано». Новая модификация получила название «Сириус-316-пано». Будучи, как и предыдущая модель, псевдостереофонической, она отличается значительно улучшенным дизайном. ЭПУ радиолы заменено на более высококачественное III-ЭПУ-60, выходная мощность увеличена до 4,5 Вт на канал. Вес радиолы с акустическими системами уменьшен до 17 кг. В корпусе радиолы предусмотрено посадочное место для магнитофонной панели, с целью её добавления в следующую модель — «Сириус-324-пано».

## Магниторадиола псевдостереофоническая

### Сириус-324-пано
Комбинированное устройство "Сириус-324 пано" с 1987 года выпускал Ижевский радиозавод. Магниторадиола ''Сириус-324'' состоит из приёмника, трехскоростного электропроигрывающего устройства III-ЭПУ-60, кассетной магнитофонной панели и двух выносных акустических систем ЗАС-509. Электронный синтезатор позволяет получить эффект панорамно-объемного звучания. Имеется система АПЧ в ЧМ диапазоне, регуляторы тембра по ВЧ и НЧ, регулятор баланса каналов в режиме ''пано'', регулятор и стрелочный индикатор уровня записи, а также автостоп по окончании магнитной и механической фонограмм. Реальная чувствительность в диапазонах: ДВ, КВ-I, КВ-II - 100 мкВ, СВ - 75 мкВ, УКВ 7,5 мкВ. Диапазон звуковых частот тракта AM - 100...3550 Гц, ЧМ и механической записи - 100...10000 Гц, магнитной записи - 63...12500 Гц. Номинальная выходная мощность 2х4,5 Вт. Уровень шумов в канале записи-воспроизведения не менее -48 дБ. Коэффициент детонации ЛПМ - 0,3%, электропроигрывающего устройства 0,2%. Размеры магниторадиолы - 580х160х370 мм, АС - 220х380х180 мм, масса 11 и 5 кг. Цена магниторадиолы 250 рублей.

## Радиола стереофоническая

### Сириус РЭ-226С
Радиола выпускалась с 1988г. Предназначена для воспроизведения монофонических и стереофонических грамзаписей, приёма радиопередач в диапазонах ДВ, СВ, КВ, УКВ, имеется пятиполосный эквалайзер и возможность подключения внешнего источника аудиосигнала.

## Магниторадиола стереофоническая

### Сириус РЭМ-228-С
Магниторадиола производилась с 1989г. Магниторадиола обеспечивает воспроизведение монофонических и стереофонических грамзаписей и фонограмм, запись на магнитный носитель, имеется всеволновый радиоприемник, возможность работы в качестве усилителя внешнего сигнала, пятиполосный графический эквалайзер. Также, с 1991г., выпускалась упрощённая модель Сириус РЭМ-228-1С, радиоприёмник которой имеет лишь диапазон УКВ с четырьмя фиксированными настройками.

## Электрофон стереофонический

### Сириус ЭФ-330С
Модель выпускалась с 1991г. Аппарат предназначен для воспроизведения грампластинок любых форматов. Имеется пятиполосный графический эквалайзер и возможность использования в качестве усилителя внешнего сигнала.

## Комбинированные аппараты с нестандартным набором функций

### Сириус-318
Выпущенная в 1987 году модель, выбивающаяся из общего ряда: малогабаритный электрофон с функцией трёхпрограммного громкоговорителя. Является монофоническим и имеет встроенную акустическую систему. Хотя наличие функции трёхпрограммного громкоговорителя делает аппарат подобием радиолы, он, подобно другому подобному прибору — «Каравелле-201», в документации повсюду называется электрофоном. Выходная мощность 0,4 Вт, масса 6 кг, цена на момент выпуска 46 рублей.

### Сириус МЭ-325С
В этой модели разработчики отказались от псевдостереофонии в пользу обычной стереофонии. Аппарат представляет собой комбинацию электрофона с магнитофоном (тюнер отсутствует). Выходная мощность составляет 6 Вт на канал (пиковая — 9 Вт). Имеются светодиодный индикатор уровня сигнала, эквалайзер. Потребляемая мощность — 50 Вт, вес без акустической системы 9 кг.